# Harmonijka beta

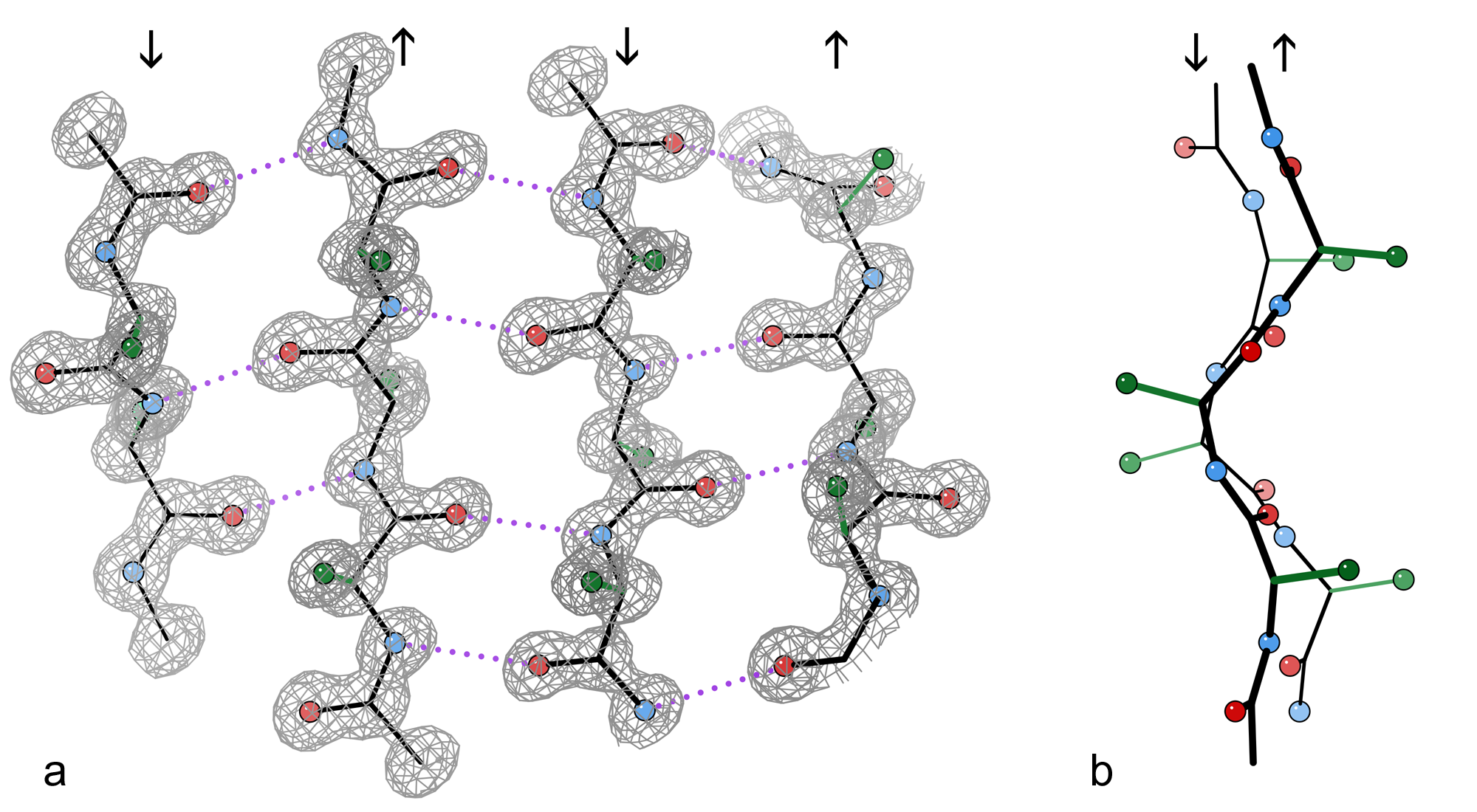
Przykładowa antyrównoległa harmonijka beta zbudowana z 4 łańcuchów polipeptydowych
a – widok z góry, b – widok z boku

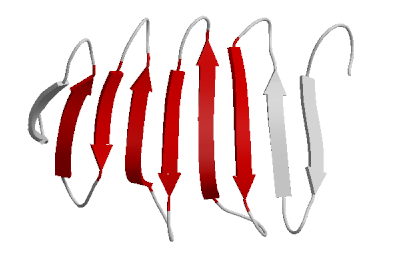
Schematyczne przedstawienie antyrównoległej harmonijki beta zbudowanej z jednego łańcucha polipeptydowego. Nici beta (szerokie strzałki) połączone są zakrętami beta

Harmonijka beta (beta-kartka) – jedna z możliwych struktur drugorzędowych białka (obok m.in. helisy alfa). Ten sposób przestrzennego ułożenia aminokwasów w łańcuchu polipeptydowym przypomina wyglądem kartkę papieru pofałdowaną w harmonijkę. Kształt harmonijki beta stabilizowany jest poprzez wiązania wodorowe występujące pomiędzy sąsiednimi łańcuchami – nićmi beta, będącymi prawie całkowicie rozciągniętymi fragmentami polipeptydowymi, zwykle o długości 5–10 aminokwasów. Występują harmonijki beta: równoległe, antyrównoległe i mieszane. Struktury te (w odróżnieniu od helis alfa zbudowanych z jednej ciągłej sekwencji) składają się z oddzielnych fragmentów łańcucha (nici beta), czasem znacznie od siebie oddalonych w sensie struktury pierwszorzędowej. Jeśli nici beta są położone blisko siebie w łańcuchu aminokwasowym, to miejsce zwrotu nosi nazwę zakrętu beta.